# Vaso

Un vaso con agua

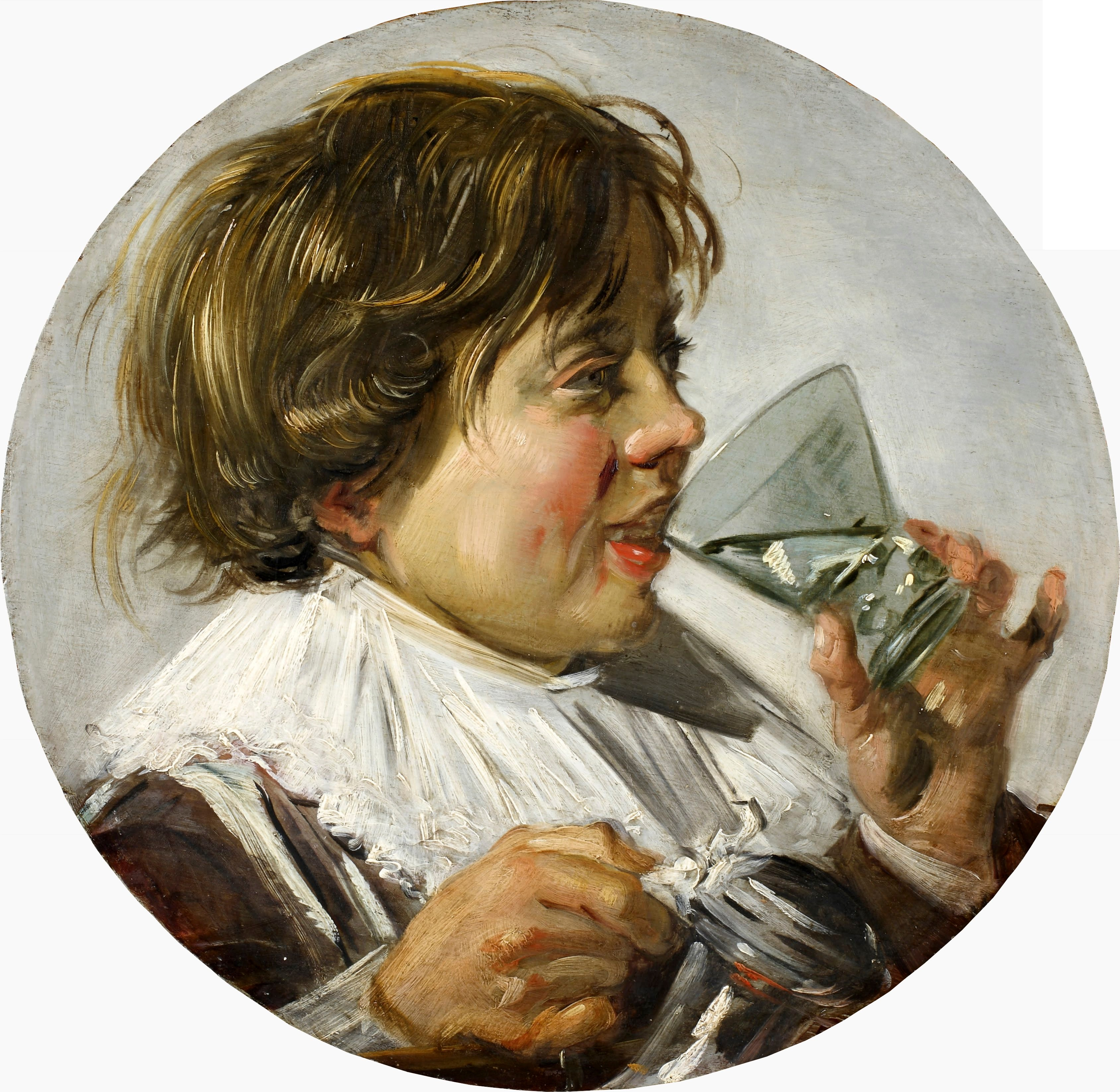
Chico bebiendo (el gusto) (1627), Frans Hals. Museo de Schwerin (Alemania).

El vaso es un recipiente de tamaño variado que sirve para beber, contener o trasladar algo, por lo general líquido. Por extensión, se denomina también vaso a la cantidad de materia vertida en este recipiente, aunque no es oficialmente una medida. Para Fernando Corripio, vaso (del latín «vasum») es sinónimo de vasija y de recipiente.

## Precedentes y evolución histórica
El primer vaso en todo el mundo lo obtuvo el hombre primitivo cuando unía sus manos formando un cuenco o copa. Luego, llegarían recipientes más sofisticados como cuernos, cáscaras de frutos, trozos de madera vaciados, hasta que la alfarería se puso al servicio de todo tipo de necesidades domésticas. Las culturas más desarrolladas de la Antigüedad disponían de vasijas de cerámica que pueden considerarse precedentes del vaso. Progresivamente, las vasijas de barro vidriado aceptaron la competencia de metales y aleaciones, y los primitivos vasos se hicieron morfológicamente muy variados y más lujosos.

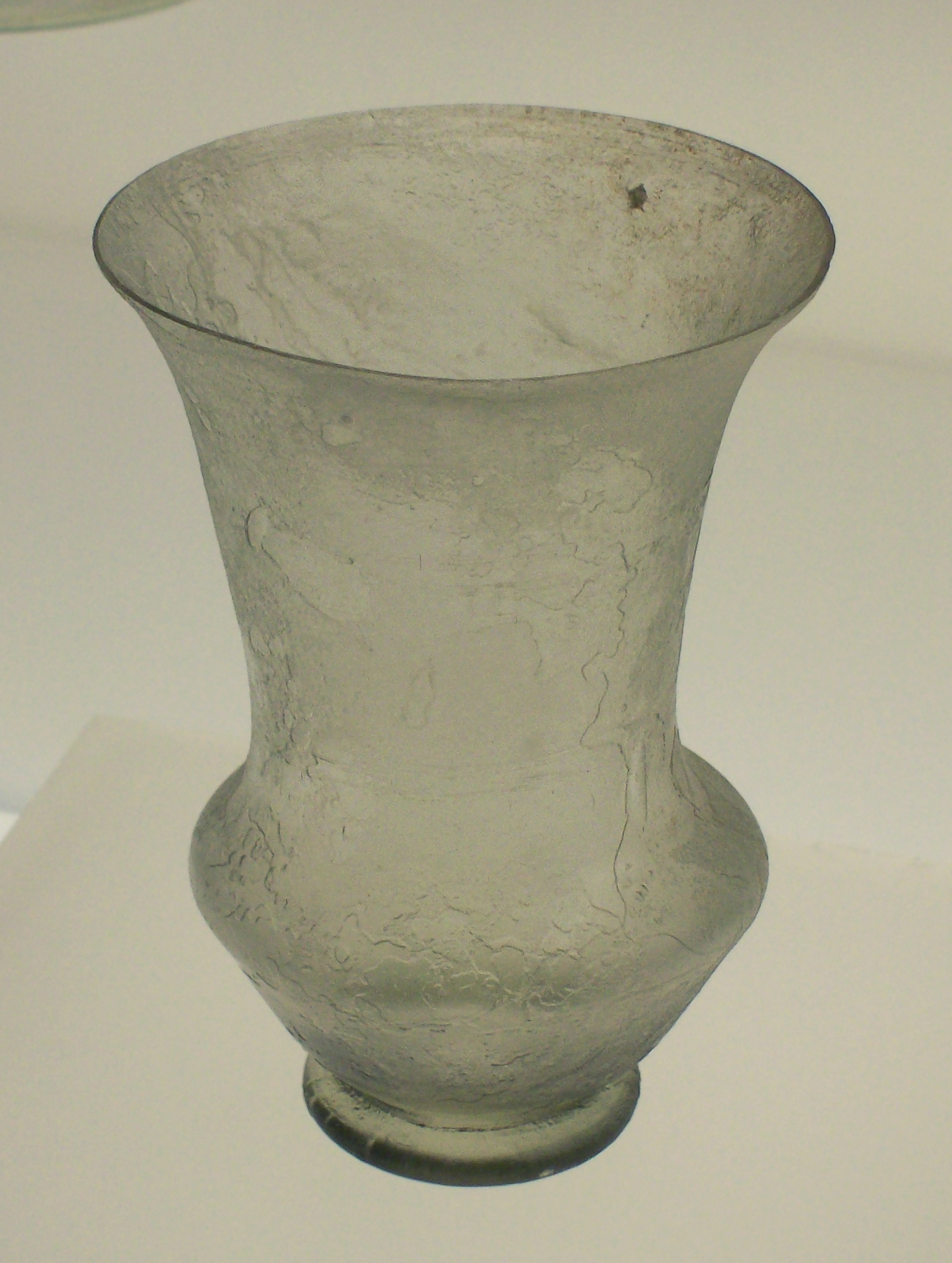
Vaso romano (siglo III d. C.). Museo Arqueológico Nacional (España).
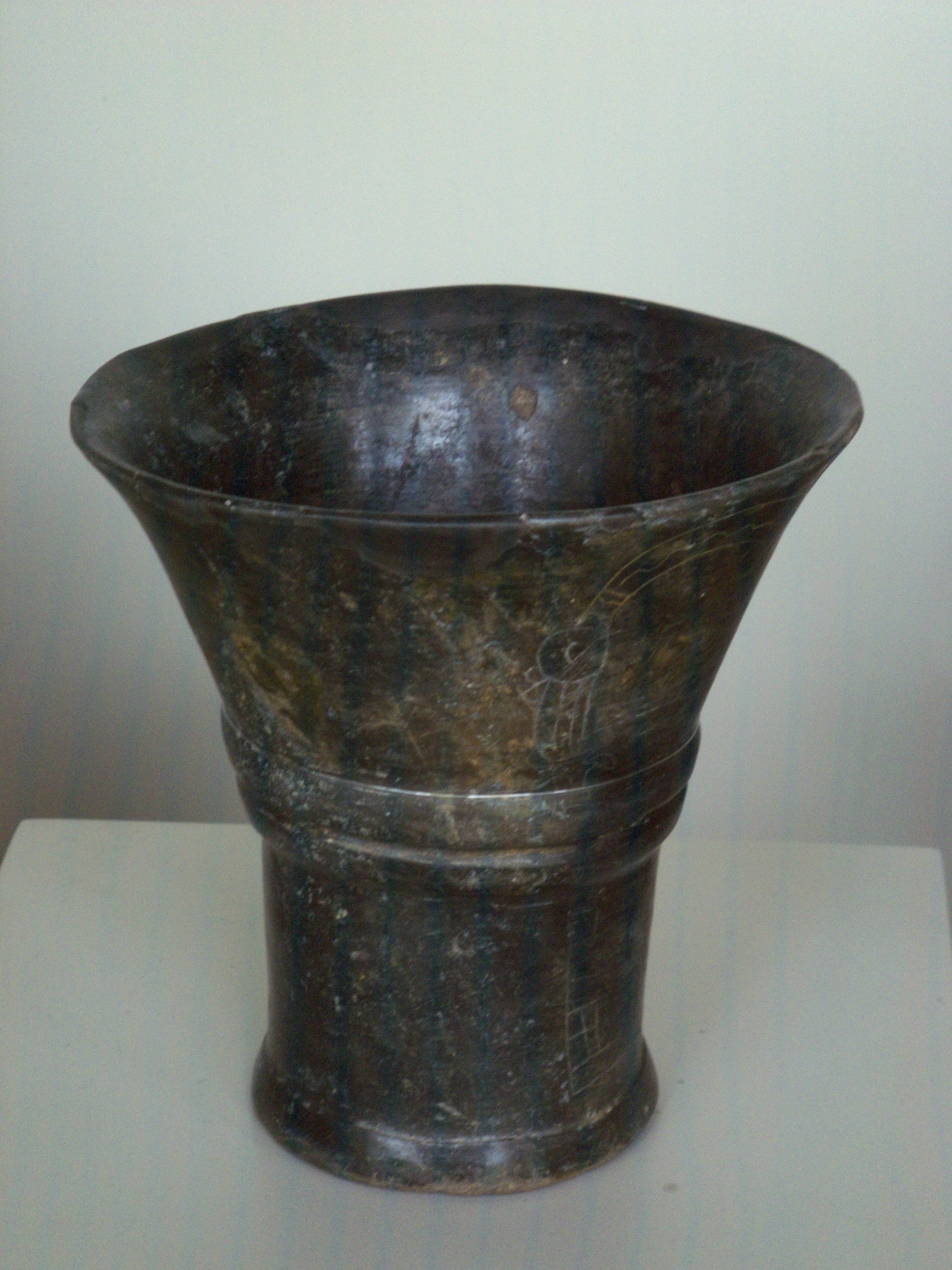
Vaso ceremonial de la cultura Tiahuanaco. Museo de Arqueología de Pueblo Libre, Lima, Perú.
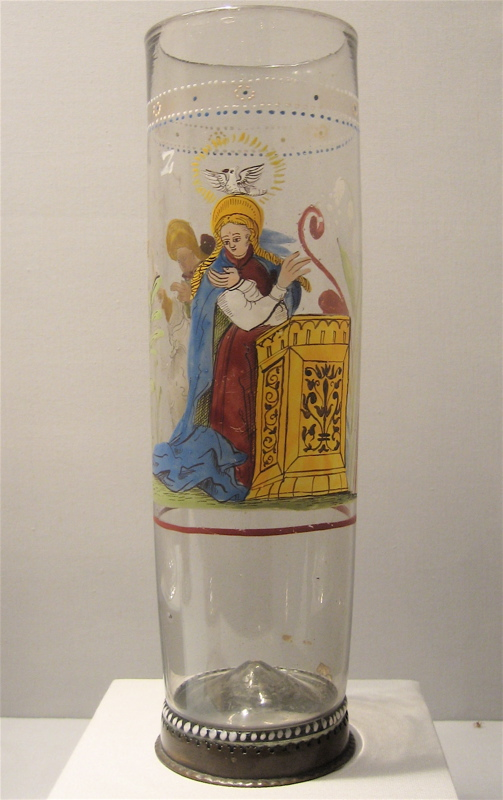
Vaso de cristal de Bohemia decorado con una Anunciación renacentista (1592); en el LACMA.

Aunque durante siglos los vasos fueron de madera, metal y recipientes vegetales (cáscaras), en el siglo xxi el material típico de fabricación es el vidrio, el material por excelencia para la elaboración de vasos. Así lo reflejan algunos idiomas como el inglés, el alemán y el francés, en los que, respectivamente, se utiliza la misma palabra para vaso y vidrio: glass, glas, verre, respectivamente. Además del vidrio, los vasos pueden ser fabricados en distintos plásticos, papel, metal o cerámica, aunque estos últimos pueden ser también llamados pocillos.

## Clasificación morfológica
Una clasificación elemental diferencia 3 tipos de vasos
Una clasificación elemental diferencia tres tipos básicos: el vaso corto, el vaso largo y el chupito. Una tipología más rica, no exhaustiva, podría resumirse en el siguiente cuadro:
| Tamaño [cita requerida] | Nombre común                                                                       |
| ----------------------- | ---------------------------------------------------------------------------------- |
| 30 ml                   | Chupito                                                                            |
| 100 ml                  | Chato, vaso de vino                                                                |
| 200 ml                  | Vaso, caña                                                                         |
| 300 ml                  | Vaso de tubo (estrecho y alto), vaso on the rocks (ancho y bajo).                  |
| 450-550 ml              | Vaso de pinta (con engrosamiento en parte superior), vaso de sidra (recto y ancho) |
| 750-1000 ml             | Mini (Madrid), Cachi (La Rioja, País Vasco), Litro, Cubalitro                      |

El vocabulario de los vasos es caprichoso. El en las rocas («on the rocks») debe su bautizo al aspecto de los hielos que se ponen en él antes de servir la bebida. El vaso Collins, alargado, cilíndrico, habitual contenedor el cócteles populares como el gin-tónic, al parecer debe su nombre a un chico de barra, camarero y supuesto barman: John Collins.

## Otros vasos

El vaso medidor.
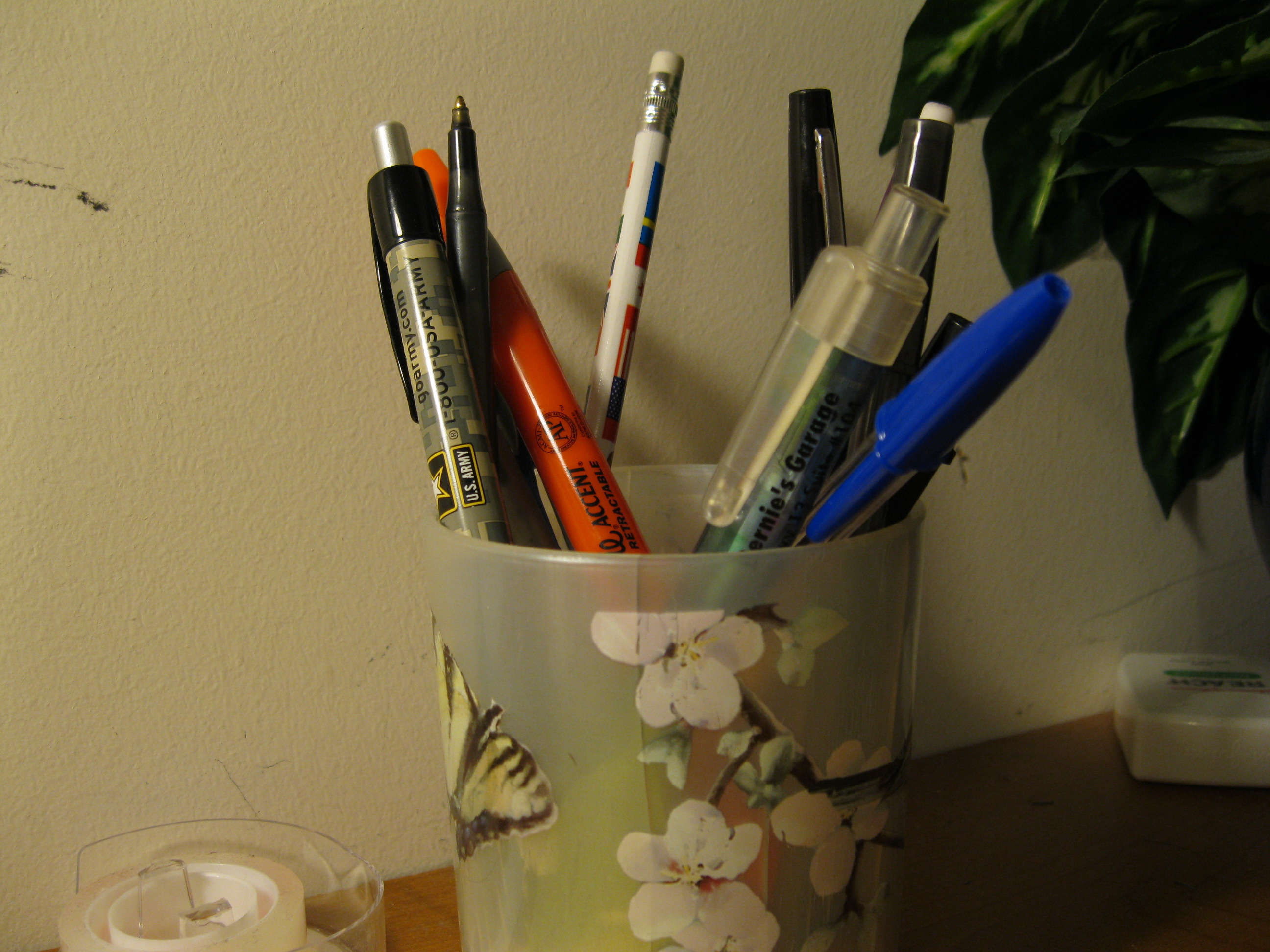
El vaso de los lápices.
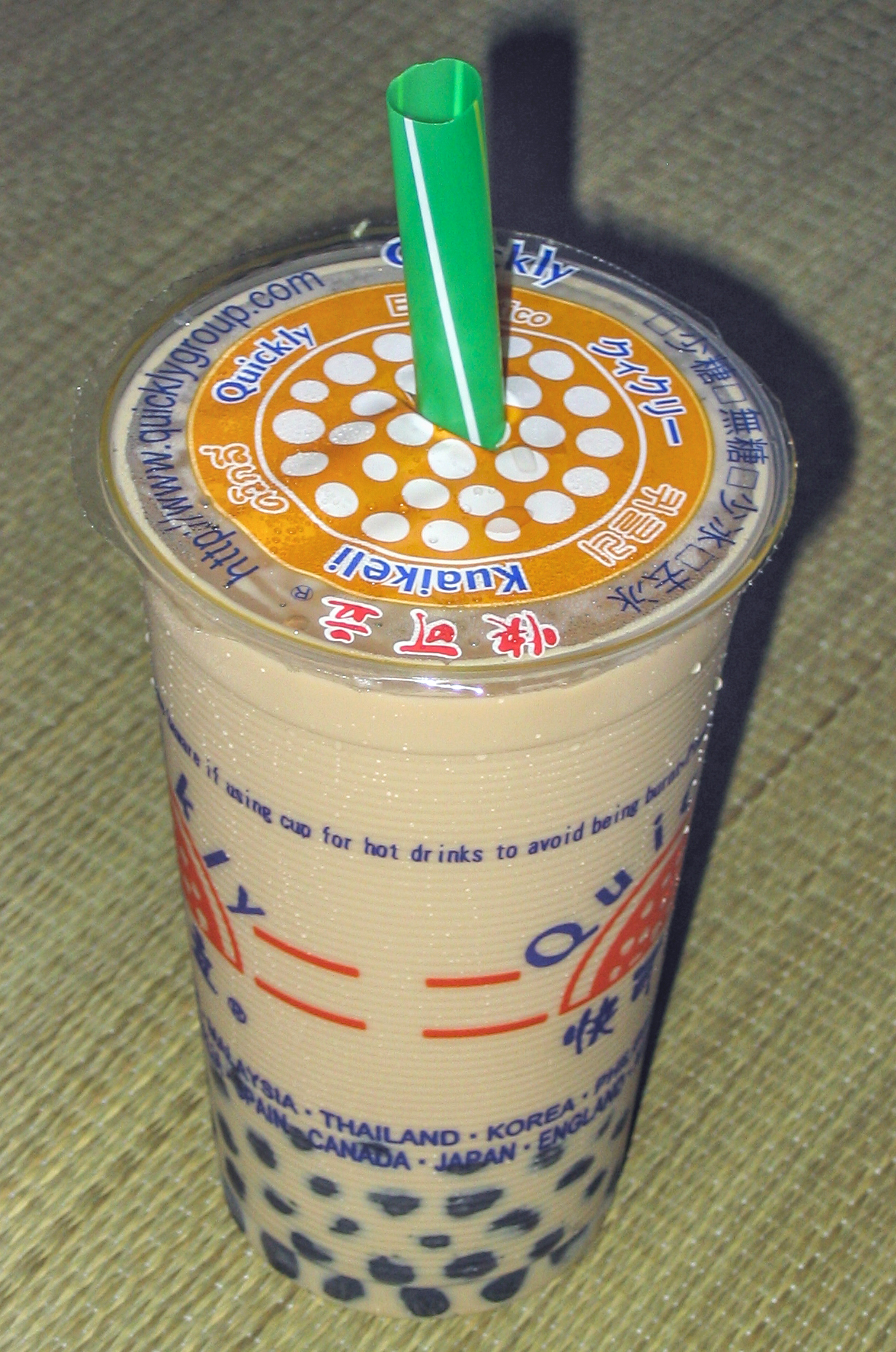
Vaso reciclable, cubierto y con pajita.
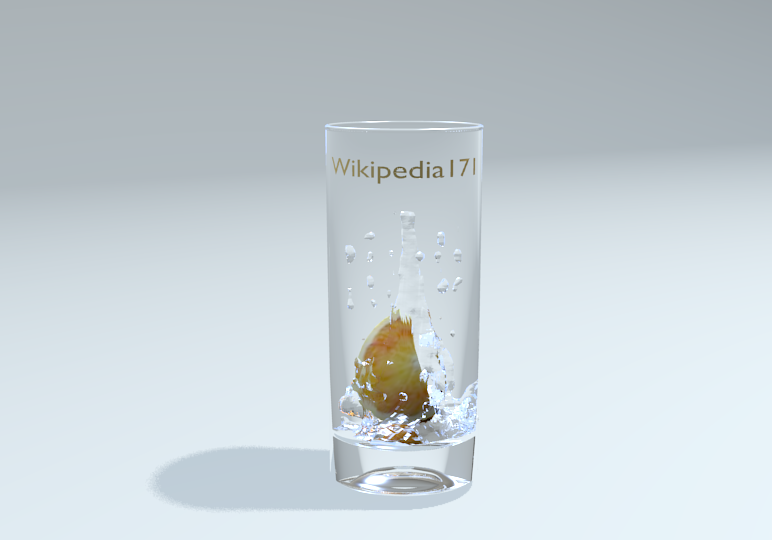
Modelo 3D de un vaso.